# شاركا مارتشيكوفا
شاركا مارتشيكوفا مواليد 12 مارس 1992 في زلين، تشيكوسلوفاكيا، هي لاعبة كرة يد تشيكية تلعب كوسط مدافع. مثلت منتخب التشيك لكرة اليد للسيدات.

## سجل المنافسة
شاركت في البطولات التالية:
- بطولة أوروبا لكرة اليد للسيدات 2016

## روابط خارجية
- شاركا مارتشيكوفا على موقع الاتحاد الأوروبي لكرة اليد (الإنجليزية)